# Trichura monstrabilis
Trichura monstrabilis là một loài bướm đêm thuộc phân họ Arctiinae, họ Erebidae.